# Квасоварение
Квасоварение — изготовление кваса. Раньше было исключительно домашним производством, сейчас — отрасль пищевой промышленности.

## История
Квасоварение — древний способ получения пьянящих напитков на основе брожения сока или зерна. На Руси использовалось не цельное зерно, а отходы хлебного хозяйства (муку слишком крупного помола, отруби, засохшие кусочки теста). В этом процессе изначально не было варки, а просто заваривание солода кипятком. В напиток добавлялись разные растения (зверобой, тмин, и конечно хмель). Традиционно квас хранили в открытых ёмкостях, и ёмкости эти не мыли, а заливали туда новые порции. Технология эта была очень чувствительна к нарушениям сроков, при раннем прерывании брожения получался «неисполненный квас», которым можно было легко отравиться.
Поэтому в конце XVIII века квасоварение перешло на технологию именно варки сусла. Для получения кваса из сваренного сусла необходимо большее количество сырья, более крепкая закваска, качественная культура дрожжей.
До 1991 г. производство кваса составляло треть от всего производства безалкогольных напитков.

## Технология
Классическим и самым первым источником по технологии российского квасоварения является книга «Пивоварение, квасоварение и медоварение» доктора Л. Н. Симонова, изданная в 1898 году. В ней систематизируется народный опыт приготовления кваса и приводится научное обоснование.
Этапы современного производства кваса почти не отличаются от старинных. Одно из немногих отличий — то, что раньше всевозможные добавки (фрукты, пряности) добавлялись перед брожением, а сейчас — уже после него.
Для приготовления кваса необходим солод — пророщенное и высушенное либо прожаренное зерно ячменя (реже — ржи), дрожжи и молочнокислые бактерии, так как в квасе идет двойное брожение: спиртовое брожение сусла и молочнокислое брожение. В процессе брожения в квасе образуется этиловый спирт (он есть и в кефире).
Солод размалывают, заливают водой и варят. Полученная смесь называется «суслом». Раньше его варили в русской печи, сейчас — в огромных ёмкостях (танках). Затем масса фильтруется, смешивается с закваской и её оставляют бродить. Брожение происходит примерно двое суток, это время необходимо для того, чтобы образовались молочная и уксусная кислоты, а также углекислый газ. После завершения брожения квас остужают, чтобы удалить из него культуру дрожжей, добавляют эфирные масла или концентраты соков, если это квас с добавками, пастеризуют и разливают.
Углекислый газ и кислоты, которые вырабатываются в процессе естественного брожения, выступают как естественные консерванты и позволяют квасу храниться до полугода.